# Тім Бернерс-Лі
Сер Тімоті Джон Бе́рнерс-Лі (англ. Sir Timothy John «Tim» Berners-Lee; нар. 8 червня 1955, Лондон) — британський спеціаліст з інформатики, творець HTTP, HTML, URI і автор інших розробок в галузі інформаційних технологій, засновник та голова консорціуму W3C, головний розробник Всесвітнього павутиння (спільно з Робертом Кайо), автор концепції семантичної павутини. Лауреат премії Тюрінга 2016 року.

## Біографія

### Ранні роки
Тім Бернерс-Лі народився в Лондоні (Англія). Його батьки, Конвей Бернерс-Лі та Мері Лі Вудс були математиками і працювали над створенням «Manchester Mark 1», одного з перших комп'ютерів. Тім навчався (1969—1973) в престижній школі Емануель (англ. Emanuel School) в передмісті Лондона Вондзверті, потім у Королівському коледжі в Оксфорді. Там він склав свій перший комп'ютер на базі мікропроцесора M6800 з телевізором замість монітора. Одного разу Тім і його друг були спіймані при проведенні хакерських дій, за що вони були позбавлені права користуватися університетськими комп'ютерами.
Після закінчення з відзнакою (англ. first-class honours) Оксфордського університету в 1976 році за спеціальністю «фізика» Бернерс-Лі поступив на роботу в компанію «Plessey Telecommunications Ltd» у графстві Дорсет, де пропрацював два роки, займаючись головно системами розподілених транзакцій, засобами розсилання повідомлень та технологіями штрих-кодування.
У 1978 році Бернерс-Лі перейшов до компанії «DG Nash Ltd», де займався програмами-драйверами для принтерів і створив модель багатозадачної операційної системи.

### ЦЕРН. Винахід WWW
Потім він півтора року пропрацював у Європейській лабораторії з ядерних досліджень ЦЕРН (Женева, Швейцарія) консультантом з програмного забезпечення. Саме там він для власних потреб написав програму «Енквайр» (англ. «Enquire», можна вільно перекласти як «Дізнавач»), яка використовувала випадкові асоціації та заклала концептуальну основу для Всесвітнього павутиння.
З 1981 по 1984 рік Тім Бернерс-Лі працював у компанії «Image Computer Systems Ltd» системним архітектором.
У 1984 році він отримав стипендію в CERN і зайнявся там розробкою розподілених систем для збору наукових даних. У цей час він працював над системою «FASTBUS» і розробив свою систему RPC (англ. Remote Procedure Call, віддалений виклик процедури).
У 1989 році, працюючи в CERN над внутрішньою системою обміну документів ENQUIRE, Бернерс-Лі запропонував глобальний гіпертекстовий проєкт, нині відомий як Всесвітнє павутиння. Проєкт було затверджено і реалізовано.
З 1991 по 1993 рік Тім Бернерс-Лі продовжував роботу над Всесвітнім павутинням. Він збирав відгуки від користувачів і координував роботу Павутиння. Тоді він вперше запропонував для широкого обговорення свої перші специфікації URI, HTTP і HTML.

### Массачусетський технологічний інститут

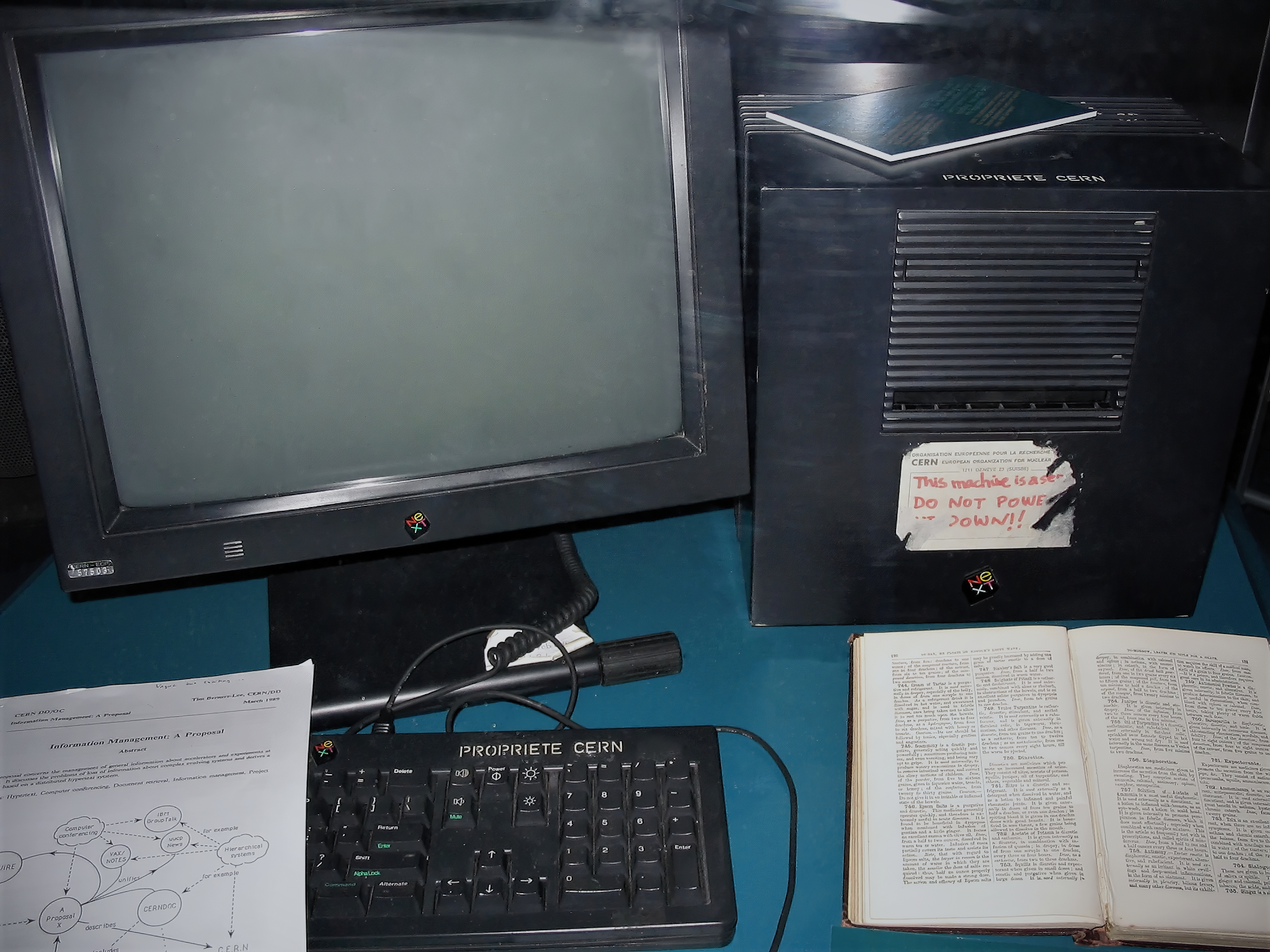
Ця робоча станція марки NeXTcube була першим вебсервером. Нею користувався Тім Бернерс-Лі. Зараз вона експонується в музеї CERN, кантон Женева (Швейцарія)

У 1994 році Бернерс-Лі перейшов працювати на кафедру «3Com» в Лабораторії інформатики Массачусетського технологічного інституту. Він і зараз є там провідним дослідником і обіймає посаду «засновника». Після злиття Лабораторії інформатики з Лабораторією штучного інтелекту в МТІ утворилася Лабораторія інформатики і штучного інтелекту (CSAIL).
У 1994 році він заснував Консорціум Всесвітньої павутини при Лабораторії інформатики МТІ. Відтоді і до сьогодні Тім Бернерс-Лі очолює цей консорціум. Консорціум займається розробкою і впровадженням стандартів для Інтернету. Консорціум ставить перед собою завдання повністю розкрити потенціал Всесвітньої павутини, поєднуючи стабільність стандартів з їхнью швидкою еволюцією.
У грудні 2004 року Тім Бернерс-Лі став професором Саутгемптонського університету. За вагомої підтримки університету він сподівається здійснити проєкт семантичної павутини.
У червні 2009 року прем'єр-міністр Великої Британії Гордон Браун призначив Бернерса-Лі радником при кабінеті міністрів. На цій посаді він протягом шести місяців займався питаннями поширення відкритої урядової інформації. За підсумками цієї роботи на початку 2010 року у Великій Британії розпочав роботу портал «data.gov.uk», на якому у відкритому доступі перебувають найрізноманітніші дані: від зведень погоди, які складаються державною метеорологічною службою Метеобюро, до статистики подій, інформації про транспортні потоки й бюджетні витрати.
Він взяв участь у церемонії відкриття Лондонської олімпіади, де сидів за своєю старою робочою станцією «NexSTcube» і передав з неї твіт «Це для кожного».

### Особисте життя
Бернерс-Лі був одружений двічі. Його першу дружину звали Джейн (англ. Jane), вони познайомилися під час навчання в Оксфордському університеті, одружилися відразу після його закінчення і спочатку працювали разом в компанії «Plessey Telecommunications Ltd». Зі своєю другою дружиною, програмістом Ненсі Карлсон (англ. Nancy Carlson), Бернерс-Лі познайомився під час роботи в CERN, вони одружилися у 1990 році і разом виховують двох дітей: дочку Еліс і сина Бена. У дитинстві Бернерс-Лі був хрещений в англіканській церкві, але згодом відмовився від цієї релігії. Вже після винаходу World Wide Web він став прихожанином Унітаріансько-універсалістської церкви. Бернерс-Лі любить відпочивати на природі, грає на піаніно та гітарі. Зараз сер Тім мешкає в передмісті Бостона з дружиною і дітьми, часто буває в роз'їздах по всьому світу.

## Винаходи
У 1989 році, працюючи в ЦЕРНі, Бернерс-Лі запропонував проєкт, відомий під назвою «ВсесВітня паВутина» (англ. World Wide Web, скорочено WWW). Проєкт мав на меті публікацію гіпертекстових документів, пов'язаних між собою гіперпосиланнями, що полегшило б пошук і консолідацію інформації. Проєкт Павутини був призначений для вчених ЦЕРНу й спочатку використовувався у внутрішній мережі центру. Для здійснення проєкту Тімом Бернерс-Лі спільно з його помічниками були розроблені ідентифікатори URI (і, як окремий випадок, URL), протокол HTTP і мову HTML. Ці технології покладено в основу сучасної Всесвітньої павутини. У період з 1991 до 1993 рік Бернерс-Лі удосконалив технічні специфікації стандартів й опублікував їх.
У рамках проєкту Бернерс-Лі розробив програмне забезпечення першого у світі вебсервера «httpd» і першого у світі гіпертекстового веббраузера, що називався «WorldWideWeb». Цей браузер був одночасно і WYSIWYG-редактором (англ. WYSIWYG від What You See Is What You Get, «що бачиш, те й отримаєш»), його розробка була розпочата в жовтні 1990 року, а закінчена в грудні того ж року. Програма працювала в середовищі «NeXTStep» і почала поширюватися по Інтернету влітку 1991 року.
Перший у світі вебсайт Бернерс-Лі створив за адресою http://info.cern.ch [Архівовано 5 січня 2010 у Wayback Machine.].  Тепер сайт зберігається в архіві [Архівовано 7 листопада 2010 у Wayback Machine.]. Цей сайт з'явився онлайн в Інтернеті 20 грудня 1990 року. На цьому сайті описувалося що таке Всесвітня павутина, як встановити вебсервер, як роздобути браузер тощо. Цей сайт також був першим у світі інтернет-каталогом, тому що пізніше Тім Бернерс-Лі розмістив і підтримував там список посилань на інші сайти.

## Книги
Головна літературна праця Бернерса-Лі — це книга «Плетучи павутиння: витоки та майбутнє Всесвітньої павутини» (англ. «Weaving the Web: Origins and Future of the World Wide Web», Texere Publishing, 1999, ISBN 0-7528-2090-7). У цій книзі він розповідає про процес створення Павутини, її концепції та своє бачення розвитку Інтернету. У цій основоположній праці автор говорить про кілька важливих принципів:
- Можливість редагувати інформацію Павутини не менш важлива, ніж можливість просто лазити по ній. У цьому сенсі Бернерс-Лі дуже розраховує на концепцію WYSIWYG, хоча Wiki — це теж крок у потрібному напрямку.
- Комп'ютери можуть бути використані для «фонових процесів», які допомагають людям працювати спільно.
- Кожен аспект Інтернету повинен працювати як павутина, а не як ієрархія. У цьому сенсі дуже неприємним винятком є система імен доменів (англ. Domain Name System, DNS), керована організацією ICANN.
- Вчені-комп'ютерники несуть не тільки технічну відповідальність, але й моральну.

Ще одна книга Бернерса-Лі називається «Прядучи семантичну павутину: повне розкриття потенціалу Всесвітньої павутини» (англ. «Spinning the Semantic Web: Bringing the World Wide Web to Its Full Potential», The MIT Press, 2005, ISBN 0-262-56212-X). У цій книзі він розкриває концепцію семантичної павутини, в якій він бачить майбутнє Інтернету.
Семантична павутина — це надбудова над Всесвітньою павутиною, яка покликана зробити розміщену в мережі інформацію зрозумілішою для комп'ютерів. При цьому кожен ресурс людською мовою був би забезпечений описом, зрозумілим комп'ютеру. Семантична павутина відкриває доступ до чітко структурованої інформації для будь-яких додатків, незалежно від платформи і незалежно від мов програмування. Програми зможуть самі знаходити потрібні ресурси, класифікувати дані, виявляти логічні зв'язки, робити висновки і навіть ухвалювати рішення на основі цих висновків.

## Звання

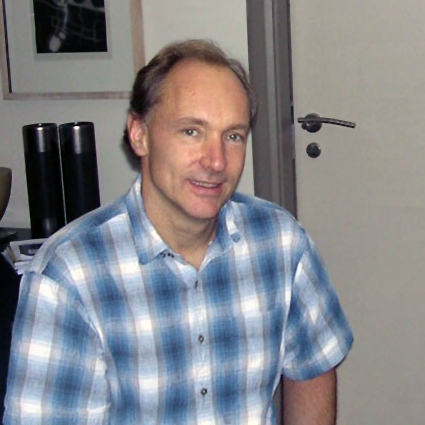
Тім Бернерс-Лі під час онлайн-інтерв'ю, 18 листопада 2005

- У 1994 році Бернерс-Лі став одним з шести осіб, уведених в Зал слави Всесвітньої павутини[14].
- 1997 року Тім Бернерс-Лі став офіцером Ордену Британської імперії[15].
- У 1999 році був уведений журналом «Time magazine» до списку «Time 100: Герої та кумири XX століття» (англ. TIME 100: Heroes & Icons of the 20th Century[16].
- У 2001 році увійшов до списку 100 найвизначніших британців за версією BBC, сформований за підсумками загальнонаціонального голосування[17].
- 16 липня 2004 королева Великої Британії Єлизавета II надала йому звання командора Ордену й посвятила в лицарі за «службу на благо глобального розвитку Інтернету»[18][19].
- У 2005 був проголошений видатним британцем 2004 року за свої досягнення та за «прояв основних британських рис характеру»[20].
- 13 червня 2007 року Бернерс-Лі отримав Орден Заслуг і став одним із 24 його членів, отримавши право використовувати додаток 'O.M.' після прізвища[21].
- У цьому ж році разом з Альбертом Гофманом очолив список 100 геніїв сучасності за версією видання «Дейлі Телеграф»[22].
- У 2011 році його уведено до Зали слави штучного інтелекту IEEE за «значимий внесок у сферу штучного інтелекту й інтелектуальних систем»[23].
- У 2012 році уведений «Товариством Інтернету» в Зал слави Інтернету (англ. The Internet Hall of Fame)[24].

Сер Тімоті Джон Бернерс-Лі має почесні звання від наступних університетів:
- Школа дизайну Парсонса (Нью-Йорк), доктор мистецтв (англ. Doctor of Fine Arts, DFA), 1996
- Саутгемптонський університет, доктор наук (D.Sc.), 1996, професор, 2004[25]
- Ессекський університет, доктор університету (англ. Doctor of the University, D.U.), 1998[26]
- Університет Південного Хреста, доктор філософії (PhD), 1998
- Відкритий університет, доктор університету, 2000[27]
- Колумбійський університет, доктор права (D.Law), 2001
- Оксфордський університет, доктор наук, 2001
- Університет Порт-Елізабет, доктор наук, 2002
- Університет Ланкастера, доктор наук, 2004[28]
- Манчестерський університет, доктор наук, 2008[29]
- Відкритий університет Каталонії, почесний доктор, 2008[30]
- Технічний університет Мадрида, почесний доктор, 2009[31]
- Амстердамський вільний університет, почесний доктор, 2009[32]
- Льєзький університет, доктор наук, 2009[33]
- Гарвардський університет, доктор наук, 2011[34]
- Сент-Ендрюський університет, доктор наук, 2013[35]
- Єльський університет, доктор інженерії та технології, 2014[36]

Тім Бернерс-Лі також є видатним членом Британського комп'ютерного товариства, почесним членом Інституту електроінженерії, почесним членом Товариства технічних комунікацій, членом Фонду Гільєрмо Марконі, членом Американської академії мистецтв і наук, членом Королівського товариства (2001), членом Американського філософського товариства, іноземним членом Національної академії наук США (2009).

## Нагороди
Тім Бернерс-Лі відзначений великою кількістю нагород різного, в тому числі і міжнародного рівня. Нижче перераховані деякі з них.
- Премія в галузі комп'ютерів і комунікацій імені Кодзі Кобаясі від Інституту інженерів з електротехніки та електроніки (1997);
- Нагорода від журналу «PC Magazine» за «Багаторічний внесок у технічну досконалість»;
- Включення журналом «Time magazine» до списку «100 найвидатніших розумів століття» (1999);
- Нагорода першопрохідникові від Фонду електронної свободи;
- Премія Японії від Фонду науки і технології Японії (2002);
- Премія Марконі (2002);
- Премія за наукові і технічні дослідження від Фонду Принца Астурійського (спільно з Ларрі Робертсом, Робом Каном і Вінтоном Серфом) (2002);
- Медаль прогресу й почесне членство від Королівського фотографічного товариства як знак признання винаходу, дослідження, публікації або іншої форми внеску в науку, результатом якої став суттєвий прогрес в науковому чи технічному розвитку фотографії або засобів подання зображень у широкому розумінні слова (2003)[37];
- Перший лауреат Технологічної премії тисячоліття (2004)[38];
- Спеціальна нагорода від Американського товариства інформаційної науки і технології;
- Премія «Квадрига» з формулюванням «Мережа знань» (2005)[39];
- Нагорода Співдружності націй за видатний внесок у справу масових комунікацій (2005);
- Премія Чарлза Старка Дрейпера (2007);
- Медаль Нільса Бора від ЮНЕСКО (2010).

На честь винахідника також названо астероїд 13926 Бернерс-Лі.